# Tetranychus kanzawai
Tetranychus kanzawai är en spindeldjursart som beskrevs av Kishida 1927. Tetranychus kanzawai ingår i släktet Tetranychus och familjen Tetranychidae. Inga underarter finns listade i Catalogue of Life.